# Pelasger
Als Pelasger (altgriechisch Πελασγοί Pelasgoí) wurde in der Antike eine der ältesten Bevölkerungen Griechenlands bezeichnet. Unabhängig davon, ob es tatsächlich je ein klar definierbares Volk dieses Namens gab, benutzte die Forschung Pelasger manchmal als Bezeichnung für prähistorische nicht-griechischsprachige Gruppen in Griechenland.

## Erwähnung in der antiken Literatur
Pelasger sind schon bei Homer (8./7. Jahrhundert v. Chr.) erwähnt. Demnach lebten Pelasger im thessalischen Argos („Pelasgisches Argos“), Larisa, Dodona (in Epirus) und auf Kreta. Mit Larisa ist wahrscheinlich das thessalische Larisa, eventuell aber auch ein gleichnamiger Ort in der Troas gemeint. In diesem Kontext findet auch die Burg Larissa Erwähnung.
Dodona wird auch von Hesiod als Sitz der Pelasger angegeben (frg. 212). Ferner beschreibt er Pelasgos, den Stammvater der Pelasger, als autochthon (frg. 43). Schwierigkeiten bereitet sowohl der modernen Forschung als auch schon antiken Autoren die Bemerkung Hesiods, dass Pelasgos der Vater des Lykaon gewesen sei (frg. 44), da dieser in Arkadien lebte, was nicht zu den Gegenden passt, in denen Homer die Pelasger ansiedelt.
Hekataios von Milet, dessen Werke nur bruchstückhaft durch Zitate späterer Autoren bekannt sind, schrieb u. a., dass die Pelasger aus Neid von den Athenern aus Attika vertrieben wurden und nach Lemnos flohen, weil die Pelasger das Land sehr fruchtbar und blühend zu machen verstanden. Herodot schildert in seinem Werk neben dieser noch eine weitere Version dieses Ereignisses (s. u.).
Nach Herodot soll der erste Name Griechenlands Pelasgía (Πελασγία) gewesen sein. Er nennt Pelasger als Bewohner von Plakia und Skylake am Hellespont, Samothrake, Dodona, Arkadien, Argos, Lesbos sowie Lemnos und Imbros. Außerdem erwähnt Herodot (im Zusammenhang mit Plaka und Skylake – I, 57, s. o.) Pelasger, den Tyrsenern benachbart, in Kreston. Die Lage von Kreston ist ungeklärt, nach herrschender Meinung ist es im Bereich der Chalkidike anzunehmen. Zudem behauptet Herodot, die Bewohner Attikas seien pelasgischen Ursprungs. Die Sprache der Pelasger sei, nach den Pelasgern zu seiner Zeit zu urteilen, eine nichtgriechische gewesen.
Als Pelasger bezeichnet Herodot aber auch Zuwanderer, denen man Land am Hymettos zuwies und die später von den Athenern vertrieben wurden und nach Lemnos flohen. Neben der Erklärung des Hekataios (s. o.) gibt er in der athenischen Version dieser Geschichte als Grund einen geplanten Angriff der Pelasger an. Die Forschung versucht das Problem der doppelten Anwesenheit von Pelasgern in Attika – einerseits als Urbevölkerung, anderer als Zuwanderer, die wieder vertreiben wurden – dadurch zu lösen, indem man davon ausgeht, dass es bereits bei Herodot (ca. 490–424 v. Chr.) teilweise zu Verwechslungen der Pelasger mit den Tyrsenern gekommen ist (s. u.) und Herodot, wie wahrscheinlich auch schon Hekataios, mit den zugewanderten Pelasgern in Wirklichkeit Tyrsener meinte. Diese sind auch durch viele andere Quellen auf Lemnos bezeugt.
Bei späteren Quellen ist es – sofern sie nicht Aussagen älterer, bereits angeführter Autoren wiederholen – noch schwieriger zu entscheiden, ob sie die Pelasger von Homer, Hesiod und Herodot oder eine andere alte Bevölkerung meinen. Zunehmend wurde pelasgisch auch als Synonym für ‚sehr alt‘ benutzt. Von römischen Autoren werden Pelasger teilweise sogar mit griechischer Bevölkerung gleichgesetzt. Zusätzliche zu den oben genannten Regionen, die nach Quellen ab dem 4. Jahrhundert v. Chr. von Pelasgern besiedelt gewesen sein sollen, sind Böotien, Teile der Argolis, Sikyon, Orte in West-Kleinasien sowie viele Regionen bzw. Städte in Italien, von der Po-Ebene bis nach Süditalien.

## Lebensweise der Pelasger nach antiken Quellen
Antiken Quellen nach waren die Pelasger sesshaft und trieben Ackerbau und Viehzucht, rodeten Wälder, ebneten Felsen, trockneten Sümpfe aus, legten in fruchtbaren Talebenen Städte mit festen Burgen an, die meist den Namen Larissa führten, und erbauten – so die späteren Quellen – die ältesten Bauwerke (zyklopische Mauern). Auf der Westseite des Ägäischen Meeres war es der Stamm der Minyer am Pagasitischen Golf, der zuerst Unternehmungen zur See versucht haben soll, die in der Argonautensage verherrlicht wurden.
Sie verehrten – wiederum nach Aussage der viel späteren griechischen Quellen – als höchsten Gott Zeus, den Aither, den leuchtenden Himmel, ohne Bild und Tempel auf hoch ragenden Berggipfeln, ähnlich den minoischen Gipfelheiligtümern. Die Vielgötterei und der Anthropomorphismus der späteren Zeit waren ihnen fremd.

## Interpretation
Wie viel historische Wahrheit hinter den antiken Berichten über die Pelasger steckt, ist seit langem umstritten. Die zahlreichen Erwähnungen bei antiken Autoren belegen vielleicht, dass in archaischer und wohl auch noch klassischer Zeit, als die frühen Quellen entstanden, eine Bevölkerung mit vermutlich nicht-griechischer Sprache in einigen Gegenden Griechenlands wohl noch fassbar war. Da sich die Pelasger allerdings sonst nicht nachweisen lassen (zum Beispiel archäologisch, denn die „zyklopischen Mauern“ stammen nicht von ihnen, sondern von den mykenischen Griechen der Bronzezeit), konnte die moderne Forschung zum Pelasger-Problem bisher kaum Näheres herausfinden.
Der Name bezeichnet in Teilen der Forschung keinen homogenen oder besonderen Volksstamm mit einheitlicher Sprache, sondern die Reste der Bevölkerung Griechenlands aus der Zeit vor der Einwanderung der Indogermanen, die sich zu Beginn der klassischen Antike Griechenlands noch nicht vollständig assimiliert hatten und die daher – z. B. sprachlich – noch von der übrigen Bevölkerung unterscheidbar waren.
Ein vorindogermanischer Ursprung der Pelasger ist jedoch nicht unumstritten. Griechische Quellen betrachten die Pelasger mehrheitlich als eigenständiges, sehr altes Volk, jedoch gleicher Abstammung mit den Hellenen. So rühmten sich z. B. in Attika, Ionien und anderen Landschaften viele Geschlechter ihres angeblichen pelasgischen Ursprungs.
Versuche, die Pelasger mit den in ägyptischen Texten aus der Zeit Ramses III. erwähnten Peleset, die zu den Seevölkern gehörten und sehr wahrscheinlich mit den Philistern identisch sind, in Verbindung zu bringen, sind umstritten und vor allem etymologisch zweifelhaft. Besonders eine zur Gleichsetzung notwendige Umwandlung des „g“ in Pelasger zu einem „t“ in ägyptischen Quellen – dort werden die Philister mit den Konsonanten plst wiedergegeben – lässt sich nur schwer erklären.

## Sprache
Zur Frage, welche Sprache (oder Sprachen) die Pelasger verwendeten, siehe Ägäische Sprachen.